# تبادل الأراضي
تبادل الأراضي هو تبادل الأرض بين طرفين، عادة ما يكون مالكًا خاصًا والحكومة. قد يشمل هذا المزارعين، وأصحاب العقارات، ومنظمات الطبيعة، والحكومات.  قد تتم مقايضة الأراضي أيضًا بين دولتين ذواتي سيادة لأسباب عملية أو جغرافية أو اقتصادية.
يتم تبادل الأراضي لعدة أسباب، من بينها تحويل أو إعادة تأهيل قطعة أرض إلى الطبيعة.  على سبيل المثال، بعد أن صنفت هولندا الشبكة البيئية الوطنية الهولندية، أنشات الحكومات الإقليمية في البلاد برامج تقدم المساعدة المالية والتنظيمية لاقتناء الأراضي الزراعية واستعادتها إلى موائل طبيعية. 

## أمثلة

### بنغلاديش
- الجيوب البنغلاديشية-الهندية

### الهند
- الجيوب البنغلاديشية-الهندية

### المملكة المتحدة
- انتقلت بلدة بويكات (في أبرشية ستو) إلى باكينغهامشير. [2]
- كانت أبرشية سوينشيد عبارة عن معبر للمقاطعة محاطة بيدفوردشير، 1278 فدانًا (517 هكتارًا). [3] في عام 1896، تم نقل الأبرشية إلى بيدفوردشير مقابل أبرشية تيلبروك. [4]

## ملحوظات
1. 1 2 3  Bakker et al. 2015.
2. ↑  Ordnance Survey First Edition, sheet 45 1833
3. ↑  The House of Lords 1873 p. 38
4. ↑  Parliamentary Papers: 1850-1908 Vol. 4 p. 4